# VTC's
Les VTC's (Vesicular-tubular cluster: pinya vesicular-tubular) són un conjunt de vesícules que constitueixen un orgànul cel·lular situat entre el reticle endoplasmàtic i l'aparell de Golgi. Aquest compartiment intermedi és fonamental en el trànsit de membranes intracel·lular doncs en ell es produeix el reciclatge dels receptors del reticle endoplasmàtic que permeten l'avanç de les proteïnes cap a l'Aparell de Golgi. Serveix així com "estació" de control per a la recuperació dels receptors cap al reticle endoplasmàtic.
També és conegut amb l'acrònim d'ERGIC (compartiment intermedi Golgi - reticle endoplasmàtic) 